# Маркиза од Пембрука
Пре њеног одласка у Кале, краљ Хенри VIII је краљици Ани Болен, тада још увек обичној племкињи, доделио титулу Маркиза од Пембрука. Ана је према томе прва жена која је проглашена за високу племкињу од стране монарха, односно прва маркиза која своју титулу није стекла браком или наслеђем. Шта више, Ана Болен није била маркиза, већ маркиз, како би се нагласило да она ту титулу носи по свом праву, а не у својству маркижеве супруге.
Заједно са титулом, краљица је добила пет кућа у Велсу, две у Есексу, и две у Хертфордширу. Земља коју је добила, доносила је више од 1000 фунти годишње.